# كوتشه طلا (سقز)
قرية كوتشه طلا (بالكردية: کووچەتەڵا) هي إحدى القرى التابعة لـكولتبه في ريف قسم زيويه من مقاطعة سقز، في محافظة كردستان الإيرانية.

## السكان
حسب إحصاءات سنة 2006، بلغ إجمالي السكان في كوتشه طلا 229 نسمة وعدد المساكن 47 مسكن. لغة سكان كوتشه طلا هي اللغة الكردية و هم من أهل السنة والجماعة والمذهب الشافعي.